# Hollandale, Mississippi
Hollandale là một thành phố thuộc quận Washington, tiểu bang Mississippi, Hoa Kỳ. Năm 2010, dân số của thành phố này là 2 702 người.

## Dân số
- Dân số năm 2000: 3 437 người.
- Dân số năm 2010: 2 702 người.